# Lado B Lado A
| Críticas profissionais | Críticas profissionais |
| Avaliações da crítica  | Avaliações da crítica  |
| Fonte                  | Avaliação              |
| ---------------------- | ---------------------- |
| Folha de S. Paulo      | 4 de 5 estrelas.       |

Lado B Lado A (estilizado como LadoB LadoA no encarte original do CD) é o terceiro álbum da banda brasileira O Rappa. Dez das doze faixas foram produzidas por Chico Neves, com "Lado B Lado A" e "Na Palma da Mão" conduzidas pelo baixista americano Bill Laswell. Distribuído pela gravadora Warner Music, foi eleito, pela revista Rolling Stone Brasil, um dos cem melhores discos da música brasileira, alcançando o 93º lugar. O álbum figura também na lista "13 Discos Essenciais do Rock Nacional", elaborada pelo site Tenho Mais Discos Que Amigos.
As faixas "Lado B Lado A'" e "Tribunal de Rua" foram incluídas nas trilhas sonoras dos filmes Tropa de Elite e Tropa de Elite 2: O Inimigo agora É Outro, respectivamente.
A capa do álbum foi criada pelo artista Doze Green, um dos precursores do grafite e da cultura hip hop americana e da lendária Rock Steady Crew. Já o encarte trazia uma ficha de depósito para a "Fase", uma organização não governamental que trabalha com projetos de educação e desenvolvimento em comunidades carentes de dez Estados do país. Uma porcentagem das vendas do CD também foi doada para a instituição.

## Críticas
Mauro Ferreira, crítico musical do portal G1, em uma postagem em 2016, fez a seguinte resenha sobre o álbum: "O álbum Labo B, Lado A consolidou e aprimorou o discurso d'O Rappa. Discurso que reverberava as injustiças sociais cometidas cotidianamente nas periferias e a efervescência política do Rio de Janeiro do fim do Século XX. A chapa estava quente e O Rappa soube captar a fervura social da época em álbum feito na pressão, parindo clássico da discografia brasileira que continua atual, por conta do discurso antenado de Marcelo Yuka, sem o qual O Rappa nunca mais foi o mesmo e nunca mais teve a mesma importância dessa fase".
Para Tony Aiex, do site Tenho Mais Discos Que Amigos, "a sonoridade deles conseguiu a proeza de ser experimental e pesada, mas com apelo popular, o que foi essencial para que as letras mais inspiradas de Marcelo Yuka ganhassem o status de hinos".

## Faixas
Todas as músicas foram compostas por O Rappa. Todas as faixas foram produzidas por Chico Neves, exceto "Lado B Lado A" e "Na Palma da Mão", produzidas por Bill Laswell.

### Versão CD
| N.º            | Título                                   | Compositor(es)                                           | Duração |  |
| 1.             | "Tribunal de Rua"                        | Marcelo Yuka                                             | 4:20    |  |
| 2.             | "Me Deixa"                               | M. Yuka                                                  | 4:06    |  |
| 3.             | "Cristo e Oxalá"                         | M. Yuka                                                  | 4:26    |  |
| 4.             | "O Que Sobrou do Céu"                    | M. Yuka                                                  | 3:52    |  |
| 5.             | "Se Não Avisar o Bicho Pega"             | Jorge Carioca, Marquinho PQD, Marcinho                   | 5:14    |  |
| 6.             | "Minha Alma (A Paz que Eu Não Quero)"    | M. Yuka                                                  | 5:02    |  |
| 7.             | "LadoB LadoA"                            | Marcelo Falcão, M. Yuka                                  | 5:05    |  |
| 8.             | "Favela"                                 | M. Falcão, Xandão, M. Yuka, Lauro Farias, Marcelo Lobato | 3:20    |  |
| 9.             | "Homem Amarelo"                          | M. Falcão, Xandão, M. Yuka, L. Farias, M. Lobato         | 4:16    |  |
| 10.            | "Nó de Fumaça"                           | Marcos Lobato                                            | 3:44    |  |
| 11.            | "A Todas as Comunidades do Engenho Novo" | M. Falcão                                                | 6:18    |  |
| 12.            | "Na Palma da Mão"                        | M. Yuka                                                  | 7:02    |  |
| Duração total: | Duração total:                           | Duração total:                                           | 56:55   |  |

### Versão LP
Lado B
| N.º | Título                                   | Compositor(es)               | Duração |  |
| 1.  | "Lado B Lado A"                          | M. Falcão, M. Yuka           | 5:05    |  |
| 2.  | "Tribunal de Rua"                        | M. Yuka                      | 4:20    |  |
| 3.  | "Se Não Avisar o Bicho Pega"             | J. Carioca, M. PQD, Marcinho | 5:14    |  |
| 4.  | "A Todas as Comunidades do Engenho Novo" | M. Falcão                    | 6:18    |  |

Lado A
| N.º | Título                                | Compositor(es)                                   | Duração |  |
| 1.  | "Minha Alma (A Paz que Eu Não Quero)" | M. Yuka                                          | 5:02    |  |
| 2.  | "Homem Amarelo"                       | M. Falcão, Xandão. M. Yuka, L. Farias, M. Lobato | 4:16    |  |
| 3.  | "Cristo e Oxalá"                      | M. Yuka                                          | 4:26    |  |
| 4.  | "Na Palma Da Mão"                     | M. Yuka                                          | 7:02    |  |

## Ficha técnica
O Rappa
- Lauro Farias: baixo, synth bass em "Cristo e Oxalá", vocal
- Marcelo Falcão: voz, violão em "Tribunal de Rua" e "A Todas As Comunidades Do Engenho Novo", guitarra, cítara em "Nó de Fumaça", tamborim em "Me Deixa" e "Cristo e Oxalá", mellotron em "A Todas As Comunidades Do Engenho Novo"
- Marcelo Lobato: teclados, cuíca, vibrafone, talk box e Djembê em "O Que Sobrou do Céu", melódica em "Homem Amarelo", programação MPC, derbak, flauta transversal, vocal
- Marcelo Yuka: bateria; voz em "Tribunal de Rua", derbak, agogô, harmônio em "Minha Alma", teclados, tambores em "Homem Amarelo", purrinhola em "Nó de Fumaça", vocal
- Xandão: guitarra, derbak em "Nó de Fumaça", vocal em "Se Não Avisar, o Bicho Pega"

Músicos adicionais
- Flávio Lemos: baixo ao final de "Na Palma da Mão"
- Carlos Eduardo Hack: violino em "Na Palma da Mão"
- DJ Negralha: scratch, frases de metais em "Me Deixa" e "Cristo e Oxalá", percussão e vocais
- Armando Marçal: pandeiro em "Favela"
- Aline, Amilaque, Felipe, Fernando, Gustavo, Núbia e Pedro: coro de crianças em "A Todas as Comunidades do Engenho Novo"
- Carlinhos Vaca Prenha, Carlos Henrique Groid, Eduardo Fifi, Rodrigo Molusco e O Rappa: palmas erradas em "Na Palma da Mão"

Produção musical
- Chico Neves – produção, gravação
- Tom Capone – direção artística
- Ben Findlay – mixagem
- Jacquie Turner – mixagem
- Sam Miller – assistente de mixagem
- Bill Laswell – produção ("Lado B Lado A" e "Na Palma da Mão")
- Oswaldo Fritz – gravação, mixagem ("Lado B Lado A" e "Na Palma da Mão")
- Damien – assistente de mixagem
- Ricardo Garcia – masterização
- Ricardo Vidal – gravação pré-produção
- Carlinhos Vaca Prenha – roadie
- Eduardo Fifi – roadie
- Rodrigo Molusco – roadie
- Thomas Craig Hieatt – tradutor
- Carlos Henrique Santes – produção executiva
- Gravado no Estúdio 304, Rio de Janeiro, RJ; exceto "Lado B Lado A" e "Na Palma da Mão", gravadas no Estúdio Impressão Digital, Rio de Janeiro-RJ
- Mixado no Real World Studios, Inglaterra; exceto "Lado B Lado A" e "Na Palma da Mão", gravadas no Estúdio Impressão Digital
- Masterizado no Magic Master, Rio de Janeiro-RJ

Produção gráfica
- Doze Green – design da capa, pinturas, ilustrações, fotografia
- Cory Shaw – layout
- Cristina Portella – arte, coordenação gráfica
- Silvia Panella – coordenação gráfica
- Pedro Garrido – fotografia
- Hayden Houser – fotografia
- Adriana Bechara – figurino
- Pedro Sales – assistente de figurino